# Listen to Your Heart
«Listen to Your Heart» (с англ. — «Послушай своё сердце») — песня, написанная шведским автором и музыкантом Пером Гессле в соавторстве с Матсом МП Перссоном, выпущенная в сентябре 1988 года (в Швеции) в качестве третьего сингла из студийного альбома группы Roxette Look Sharp! (1988).
Песня быстро завоевала популярность и достигла первого места в американском чарте Billboard Hot 100 4 ноября 1989 года. При этом, песня стала первым в истории синглом, которая возглавила этот чарт без официально выпущенного 7" винилового сингла (45 bpm).
В Великобритании песня была издана в октябре 1989 года, но там ей удалось завоевать скромное 62 место. Поэтому в 1990 году, после успеха предыдущего сингла «It Must Have Been Love», песню пришлось переиздать, поместив на одну A-сторону вместе с другой песней — «Dangerous», что позволило ей занять шестую позицию.

## История
8 апреля 1989 года песня Roxette «The Look», первый сингл с альбома Look Sharp! (1988) почти случайным образом возглавила американский чарт синглов Billboard Hot 100 — в интервью Пер Гессле признавался, что раньше писал все песни на шведском, но решил выпустить англоязычный альбом и посмотреть, получится ли с ним возглавить хитпарад топ 20 в Германии. Когда американский студент по обмену привез из Швеции в Миннесоту альбом «Look Sharp!» и заглавная песня попала на местную радиостанцию, судьба группы была решена. Из-за того, что «The Look» является очень простой песней без какого-либо смысла в тексте песни, мало кто верил, что шведскому дуэту удастся повторить этот успех. Тем более удивительным стало то, что второй сингл с этого же альбома возглавил Billboard Hot 100 — power ballad, «очень американская песня сама по себе, лучше, чем почти все песни американских групп [того времени]». В конечном счёте Roxette смогли побить рекорд группы ABBA — Roxette записали 4 песни, возглавившие чарты Billboard, а ABBA только две («Fernando» 4 сентября 1976 года и «The Winner Takes It All» 29 ноября 1980 года).
В примечаниях в сборнику лучших хитов Roxette Don’t Bore Us, Get to the Chorus Гессле отмечает, что «Listen to Your Heart» — это прямая стилизация, почти пародия на американский корпоративный рок: «Мы пытались воссоздать этот раздутый звук американского FM-рока до такой степени, что он становится почти абсурдным. На самом деле мы хотели посмотреть, как далеко сможем зайти». После успеха песни, Гессле также утверждал, что Roxette стали сравнивать с группами Heart и Starship, что изначально не входило в его планы. В своей книге Фред Бронсон называет другое вдохновение Гессле для этой песни: аранжировку Робби Робертсона для задумчивого джема 1985 года Тома Петти «The Best of Everything».
Гессле написал песню совместно со своим школьным другом и гитаристом своей шведской группы Gyllene Tider Матсом МП Перссоном. Один из друзей Гессле переживал в то время тяжёлый развод и музыкант решил написать текст, который в какой-то мере смог бы поддержать друга.
15 сентября 2023 года вышел официальный ремикс песни немецкого диджея Alle Farben.

## Видеоклип
Оригинальный видеоклип был снят в одном единственном месте — в руинах Боргхольмского замка XIII века на шведском острове Эланд в Балтийском море. Режиссёр клипа — Дуг Фрил, который ранее снимал, например, клип для группы Def Leppard на песню «Love Bites». Roxette позже рассказали в интервью, что Фрил во время съёмок не догадывался, что замок настоящий — он думал, что это специально построенные декорации для клипа.

## Список композиций
- 7" сингл

1. «Listen to Your Heart» — 5:12
2. «(I Could Never) Give You Up» — 3:59

- CD maxi (1989)

1. «Listen to Your Heart» (Single Mix)
2. «Dressed for Success» (New Radio Mix)
3. «(I Could Never) Give You Up»
4. «Neverending Love» (Live)

- CD maxi (1990. Переиздание)

1. «Listen to Your Heart» (Swedish Single Version)
2. «Dangerous» (LP Version)
3. «Listen to Your Heart» (U.S. Remix)
4. «Dangerous» (U.S. Club Edit)

## Собственные версии и каверы
Roxette выпустили три версии этой:
1. оригинал
2. слегка изменённая версия (в альбомах Don’t Bore Us, Get to the Chorus!, The Ballad Hits и Roxette Hits) и ремикс
3. «Habla el corazon» — испаноязычная версия для альбома Baladas en Español (1996)

К некоторым каверам сингла можно отнести:
- «Listen to Your Heart» бельгийской группы DHT[англ.], записанная в 2003 году. Эта версия песни получила мировое признание и попала в американский чарт top 10, а также в Adult Contemporary chart.
- «Listen» американского рэппера Juvenile[англ.] вместе с Q Corvette для альбома Cocky & Confident[англ.], записанная в 2009 году.
- «Lightning» мичиганского исполнителя Bones, пионера стиля SoundCloud-rap. Песня вышла в 2014 году.

Песня также вошла в саундтрек к сериалу «Убивая Еву» (2018), в одном из эпизодов герои Джоди Комер и Кима Бодниа слушают песню в машине.

## Отзывы критиков
- Портал Stereogum публикует статью о песне в рамках своего проекта по обзору всех синглов, возглавлявших когда-либо чарт Billboard Hot 100 (сингл получает общую оценку 8/10). Обозреватель Том Брейхен отмечает, что сингл — «более крупная, чистая и самоуверенная версия» баллад групп Heart и Starship[англ.]*, которые они создавали несколько лет назад. Брехейн также отмечает некоторый «лингвистический диссонанс» в тексте песни, однако следом говорит, что это свойственно почти всем авторам, для который английский не является родным языком. Кроме того, в случае с Roxette, тексты это совсем не то, что имеет значение — напротив, важны «expensive-sounding extremely-’80s keyboards» (дорого звучащие очень в стиле 1980-х клавишные). Песня имеет все клише, которые можно было бы ожидать от сильной баллады: «кричащее гитарное соло, финальная смена тональности, фальшивый финал»[4].

## Чарты и позиции
| Чарт (1989)                                  | Позиция |
| -------------------------------------------- | ------- |
| Australian ARIA Singles Chart                | 10      |
| Austrian Singles Chart                       | 2       |
| Canadian Singles Chart                       | 1       |
| German Singles Chart                         | 7       |
| Irish Singles Chart                          | 5       |
| Swedish Singles Chart                        | 3       |
| Swiss Singles Chart                          | 8       |
| UK Singles Chart                             | 62      |
| U.S. Billboard Hot 100                       | 1       |
| U.S. Billboard Hot Adult Contemporary Tracks | 2       |
| Чарт (1990)                                  | Позиция |
| UK Singles Chart 1                           | 6       |

| Страна    | Сертификация | Дата           | Продажа |
| --------- | ------------ | -------------- | ------- |
| Австралия | Золото       | 7 марта 1990   | 15 000  |
| Швеция    | Золото       | 6 февраля 1989 | 25 000  |

1 «Listen to Your Heart» / «Dangerous»